# Robert Wolak
Robert Antoni Wolak (Polônia, 19 de setembro de 1955) é um matemático polonês, especialista em geometria diferencial, teoria das foliações e topologia diferencial.
É professor associado do Departamento de Geometria do Instituto de Matemática da Faculdade de Matemática e Ciência da Computação da Universidade Jaguelônica.